# 對角論證法
对角论证法是乔治·康托尔於1891年提出的用于说明实数集合是不可数集的证明。
对角线法并非康托尔关于实数不可数的第一个证明，而是发表在他第一个证明的三年后。他的第一个证明既未用到十进制展开也未用到任何其它數系。自从该技巧第一次使用以来，在很大范围内的证明中都用到了类似的证明构造方法，它們一般亦稱為對角論證法。

## 实数
康托尔的证明表明区间[0, 1]不是可数无穷大。该证明是用反證法完成的，步骤如下：
1. 假設区间[0, 1]是可數無窮大的，已知此區間中的每個數字都能以小數形式表達。
2. 我們把區間中所有的數字排成數列（這些數字不需按序排列；事實上，有些可數集，例如有理數也不能按照數字的大小把它們全數排序，但單只是成數列就沒有問題的）。對於那些有兩種小數形式的數字，例如0.499 ... = 0.500 ...，我們選擇前者。
3. 舉例，如果該數列小數形式表現如下：
r1 = 0 . 5 1 0 5 1 1 0 ...
r2 = 0 . 4 1 3 2 0 4 3 ...
r3 = 0 . 8 2 4 5 0 2 6 ...
r4 = 0 . 2 3 3 0 1 2 6 ...
r5 = 0 . 4 1 0 7 2 4 6 ...
r6 = 0 . 9 9 3 7 8 3 8 ...
r7 = 0 . 0 1 0 5 1 3 5 ...
...
4. 考慮{\displaystyle r_{k}}小數點後的第k個位，我們給這些數字加上底線與粗體。從這裡可以看出「對角論證法」名稱的由來。
r1 = 0 . 5 1 0 5 1 1 0 ...
r2 = 0 . 4 1 3 2 0 4 3 ...
r3 = 0 . 8 2 4 5 0 2 6 ...
r4 = 0 . 2 3 3 0 1 2 6 ...
r5 = 0 . 4 1 0 7 2 4 6 ...
r6 = 0 . 9 9 3 7 8 3 8 ...
r7 = 0 . 0 1 0 5 1 3 5 ...
...
5. 我們設一實數{\displaystyle x\in [0,1]}，其中{\displaystyle x}的第k個小數位為1（如果{\displaystyle r_{k}}的第{\displaystyle k}個小數位不是1）或2（如果{\displaystyle r_{k}}的第{\displaystyle k}個小數位是1）
6. 明顯地{\displaystyle x}是一個在区间[0, 1]內的實數，以之前的數列為例，則相對應的{\displaystyle x}應為 0 . 1 2 1 1 1 1 1 ...。
7. 由於{\displaystyle x}的特殊定義，{\displaystyle x}和{\displaystyle r_{n}}會在第{\displaystyle n}個小數位不同。這使得序列{\displaystyle (r_{1},r_{2},r_{3},...)}之中所有的實數俱不能與{\displaystyle x}完全相等，即{\displaystyle x}不在序列{\displaystyle (r_{1},r_{2},r_{3},...)}中。
8. 但我們假設{\displaystyle (r_{1},r_{2},r_{3},\ldots )}包括了所有區間[0, 1]內的實數，即應該要存在一個{\displaystyle r_{n}=x}。這發生了矛盾。
9. 所以在第一點內所提出的假設「区间[0, 1]是可數無窮大的」不成立，證畢。

## 外部連結
- Original German text of the 1891 proof, with English translation
- A variation on Cantor's diagonal proof, completely formalized from first principles （页面存档备份，存于）